# Сахарские языки
Саха́рские языки́ — семья в составе гипотетической нило-сахарской макросемьи. Распространена на территории центральной Сахары, западного и центрального Судана в районе озера Чад — в северо-западной части Дарфура, в южной части Ливии, в северной и центральной частях Чада, в восточной части Нигера и на северо-востоке Нигерии.
Среди наиболее известных сахарских языков выделяются канури, канембу, теда, даза и загава.

## Классификация
В сахарской семье выделяют две ветви языков:
- восточносахарские языки: берти, загава[англ.] с диалектом бидейат[англ.];
- западносахарские языки:
  - языки канури: канури (наддиалектное единство, включает диалекты/языки: билма, манга, тумари, центральный канури), канембу;
  - языки теда (тубу): даза, теда.

Дж. Х. Гринберг подразделял сахарские языки на 3 группы:
- канури, канембу;
- теда, даза (тубу);
- загава, берти.

## Ареал и численность
Область распространения сахарских языков — территории западного и центрального Судана в районе озера Чад, а также территории центральной Сахары. Языки группы тубу занимают северную, центральную и западную часть сахарского ареала, языки группы канури занимают юго-западную часть ареала, восточносахарские языки размещены на восточной и юго-восточной частях сахарского ареала.
Область распространения языков группы тубу находится в центральных областях Сахары.
Ареал языка теда размещён на нагорье Тибести в северо-восточных районах Чада и в северо-западных районах Нигера. Согласно современному административному делению Чада, данные территории включают регион Тибести, северную часть региона Борку, северо-восточную часть региона Эннеди и частично регион Канем. Согласно административному делению Нигерии, — восточную часть региона Агадес (в департаменте Бильма). Небольшие группы носителей теда живут также в приграничных с Чадом районах Ливии (южные части муниципалитетов Эль-Куфра и Марзук) и в северо-восточной Нигерии (несколько деревень в штате Борно). На севере ареал языка теда примыкает к с малонаселённым пустынным районам Ливии, на западе и северо-западе он граничит с ареалом ливийского диалекта арабского языка, кроме того, на западе к ареалу языка теда примыкают островные ареалы языка билма группы канури. На юге и на востоке область распространения теда граничит с ареалом языка даза. В Нигерии островной ареал языка теда находится в окружении ареала языка центральный канури.
Бо́льшая часть ареала языка даза находится в северо-восточных, центральных и средне-западных районах Чада. Эта территория включает регионы Канем, Бахр-эль-Газаль, южную часть региона Борку, северную, центральную и западную части региона Эннеди, небольшие группы носителей даза живут также в регионах Батха, Хаджер-Ламис, Вади-Фера и Лак. Меньшая часть ареала языка даза размещена в юго-восточном Нигере — в центральных районах региона Диффа и в северо-восточном районе региона Зиндер. Ареал языка даза на севере граничит с ареалом языка теда, на северо-востоке соседствует с малонаселёнными пустынными районами Ливии и Судана, на юго-востоке граничит с ареалом языка загава. С юга к ареалу даза примыкают ареал чадского диалекта арабского языка и ареал центральносуданского языка наба, с юго-запада — ареалы западносахарских языков канембу, тумари и манга, а также ареал ливийского диалекта арабского языка.
Область распространения языков группы канури находится в северо-восточной части Нигерии и прилегающих к ней приграничных районах юго-восточного Нигера, западного Чада и северного Камеруна.
Ареал языка канембу размещён к северо-востоку от озера Чад. Ареал языков канури — к юго-западу от озера Чад.
Область распространения восточносахарских языков размещена в Сахаре на границе Чада и Судана.
Общая численность носителей языков тубу по данным справочника Ethnologue составляет около 423 500 человек. Из них на языке теда говорят 42 500 человек, на языке даза — 381 000 человек (2006). На языках канури говорят около 4 млн человек. Общая численность носителей языков и диалектов группы загава составляет около 169 000 человек.

## Социолингвистические сведения
Язык канури является наиболее распространённым языком в штате Борно в Нигерии, на нём транслируются телепередачи, ведётся радиовещание. Многие носители языков тубу также говорят на широко распространённых в Чаде диалектах арабского языка. На языке даза издаются газеты, ведётся радиовещание, выпущен словарь. В Нигере планируется ввести школьное обучение на языке даза.

## История
В. Блажек, используя данные лексикостатистики, полагает, что восточная и западная ветви сахарской семьи разделились приблизительно в 3000 году до н. э. Языковые кластеры канури-канембу и тубу-теда-даза (средний процент совпадений 38.8) распались в начале 2-го тысячелетия до н. э. Время расхождения языка берти от кластера загава-бэриа-бидейат (средний процент совпадений 44.8) — XVI век до н. э.
Широкое распространение языка канури связано с историей средневековых государств Канем и Борну. До XIV века государство Канем занимало территорию к северо-востоку от озера Чад, основным языком этого государства был язык канембу. После того, как политический центр переместился на юго-запад, в область Борну, государственным языком стал язык канури. В XVI—XVII веках до упадка государства Борну канури являлся основным лингва франка в Центральном Судане.

## Письменность
В основе письменности языков теда и даза лежит латинский алфавит.
Письменность на языке канури традиционно развивалась на африканском варианте арабского алфавита («аджами»), с 1949 года используется также латинская графика. В языке загава помимо латинского алфавита используется также собственный тип письма, базирующийся на символах, связанных с символикой местных племён (применяемой, в частности, для клеймения скота).

## Лингвистическая характеристика
Основные лингвистические особенности сахарских языков:
1. Вокализм сахарских языков включает от шести до девяти гласных фонем. Минимальное их число в канури (шесть фонем), наибольшее — в теда (девять фонем). Кроме того, для канури характерно наличие большого числа дифтонгов.
2. Консонантизм сахарских языков выделяется отсутствием типичных для многих африканских языков имплозивных и эйективных согласных. В сахарских языках отмечается противопоставление билабиального и лабио-дентального глухого фрикативного согласного, одноударного и многоударного r. В языке загава различаются дентальные и альвеолярные смычные согласные (глухой и звонкий). Для сахарских языков характерно также широкое распространение позиционного изменения согласных, включая изменения на стыке морфем.
3. Сахарские языки являются тональными языками. Тоновые оппозиции имеют как лексическое, так и грамматическое значение.

## Праязыки
Праканури, пратубу и пра-загава-берти:
| русский | праканури      | пратубу       | пра-загава-берти   |
| ------- | -------------- | ------------- | ------------------ |
| я       | *wu            | *ta-          | *s₁-               |
| ты      | *ní            | *n(ǝ)-        | *n(V)              |
| мы      | *y₁-andi       | *ta-          | *t-                |
| что     | *à=bí          | *in=ni        | *n-(tɪ)            |
| кто     | *ndú           | *ɲa           | *n-(aɪ)            |
| не      | *bâ; *ni       | *bV; *ni      | *-ɔ ~ *-ba         |
| один    | *tilo          | *tǝro         | *nakkɔ; *saN       |
| два     | *(ì)ndí        | *kyu          | *su                |
| птица   | *ŋgúdò         | *kefuri       | *tarfo             |
| собака  | *kə́rì          | *kidi         | *biɽi              |
| вошь    | *k(=)àŋgə́sù    | *masko        | *(ʔɛ)wɛN           |
| дерево  | *k(=)èsgá      | *ekke         | *gu; *bɛgɪdʊ       |
| лист    | *kálú          | *kolu         | [*ʔɔ(ŋ)ɣʊr]        |
| мясо    | *dâ            | *yani         | *ʔeni              |
| яйцо    | *ŋgə́wúl        | *sǝli; *kuli  | *gʊnʊ              |
| рог     | *k(=)àŋgádì    | *yayi         | *tɛdɪ              |
| хвост   | *ŋgàv(-)ə̀rè    | *fudi         | [*kɛrɛn]; [*teski] |
| голова  | *kə̀lâ          | *da(h)u       | *tafa; *yaNV       |
| волосы  | *ku(=)nduli    | *tọnosu       | *(w)ui; *wer       |
| глаз    | *sîm           | *samo         | *s₁ɪN              |
| ухо     | *sə́mò          | *simo         | *kɛmɛ              |
| нос     | *kə́(=)nǯà      | *kya          | *sɪna ~ *sano      |
| зуб     | *tímì          | *tome         | *margɪ; *ʔikoN     |
| язык    | *t(ə́)lam       | *tlǝm         | *tam(ɪ)sɪ          |
| рот     | *kǝyi          | *kɔi          | *ʔaː               |
| рука    | *(N=)doko      | *kɔbɛ         | *mai               |
| ноготь  | *ŋgur-         | *turkɔn(o)    | *targʊ; *ergiN     |
| нога    | *sî            | *say; *digi   | *dei; *wata        |
| сердце  | *k(=)aɣur(ǝ)ɣǝ | *aɣɔr         | *todu              |
| кровь   | *bû            | *gɔrɛ         | *ʔagu              |
| кость   | *sílà          | *suru         | *s₁iruN            |
| пить    | *yá            | *ya           | *ya-               |
| есть    | *bú            | *bu           | *sɛ-               |
| слышать | *fàn-          | *bas-         | *tan-              |
| умирать | *nú            | *nɔ-s         | *nʊ-               |
| убивать | *yid-          | *yid-         | *ni-               |
| солнце  | *kǝ(=)ŋgâl     | *ize          | *ʔɪdɔN(V)          |
| луна    | *kə́=mbàl       | *awri         | *wɛrɪ              |
| звезда  | *sim-logu      | *teski        | *maːr              |
| вода    | *ŋgî           | *(i)yi        | *bi                |
| дождь   | *dùr-o         | *ŋeli         | *mVzVN; *bodu      |
| камень  | *k(=)âu        | *emi          | *fa; *wi           |
| дым     | *k(=)àngê      | *ǝzzi         | *gɛnǯʊ; *do        |
| огонь   | *k(=)ánnú      | *wuni         | *y(i)e; *aza       |
| зола    | *buː           | *tifi; *wuni- | *sobu              |
| чёрный  | *čə́lə́m         | *yasku        | *mɪ̃ɛ̃               |
| ночь    | *búné          | *dọgọso       | *gɪnɪ              |
| новый   | *bə̀lîm         | *eski         | *ʔɪm(m)ʊ           |
| сухой   | *ŋgâm-         | *ŋkyor-       | *kʊya-             |
| имя     | *čû            | *kyu; *čero   | *ʔɛtʊr             |